# Präjudiz
Als Präjudiz (lat. praeiudicium ‚Vorentscheid‘) bezeichnet man einen richtungsweisenden Gerichtsentscheid, der die Rechtsprechung der untergeordneten Gerichte besonders beeinflusst. Die Bedeutung dieser Leitentscheidung liegt in der weitgehenden Bindungswirkung für die untergeordneten Gerichte, die zur Vereinheitlichung der Rechtsprechung führt.

## Rechtslage in Deutschland
Im deutschen Recht sind Gerichte an Urteile, die nicht im gleichen Rechtsstreit ergangen sind, nicht gebunden. In Deutschland können Gerichte von Entscheidungen des eigenen Gerichts oder anderer Gerichte, sogar der obersten Bundesgerichte (Bundesgerichtshof, Bundesarbeitsgericht, Bundesverwaltungsgericht, Bundesfinanzhof und Bundessozialgericht) abweichen. Unter Umständen kann das Gericht dann aber verpflichtet sein, die Rechtssache auf einen bestimmten Spruchkörper zu übertragen (z. B. auf den Gemeinsamen Senat der obersten Gerichtshöfe des Bundes).
Eine Bindung gilt nur für bestimmte Urteile des Bundesverfassungsgerichts, die Gesetzeskraft erlangen, sowie bestimmte Entscheidungen der Verfassungsgerichte der Länder.
Gemäß Art. 97 Abs. 1 GG sind Richter nur dem Gesetz unterworfen. Eine Bindung an Präjudizien ist dem deutschen Recht fremd. Allerdings haben die Entscheidungen der Rechtsmittelgerichte, insbesondere der obersten Bundesgerichte, faktisch eine erhebliche Bindungswirkung, weil sich die Rechtsanwendung der Gerichte im Interesse der Rechtssicherheit, der Rechtsanwendungsgleichheit und des Rechtsfriedens an der Rechtsprechung der Rechtsmittelgerichte orientiert (so genannte „ständige Rechtsprechung“). Erst wenn eine ständige Rechtsprechung sich so verfestigt, dass Gewohnheitsrecht entsteht (dies war zum Beispiel bei der so genannten positiven Forderungsverletzung bis zu ihrer gesetzlichen Normierung im Jahr 2001 der Fall), sind die Gerichte hieran gebunden. Als verbindlich gelten aber auch Entscheidungen mit einem „rechtsethischen Durchbruch“ (erstmalige Bestätigung eines rechtsethischen Postulats) sowie sogenannte „gegriffene Größen“ (Gerichtsentscheidungen zur zahlenmäßigen Quantifizierung gesetzlicher Normen, etwa die Festsetzung der Grenze der absoluten Fahruntüchtigkeit bei 1,1 Promille).
In Deutschland sind einzelne Rechtsbereiche kaum durch Gesetze geregelt (beispielsweise das Arbeitskampfrecht), so dass in diesen Gebieten die Leitentscheidungen eine wichtige Rolle spielen.

### Besonderheiten beim Bundesverfassungsgericht
Beim Bundesverfassungsgericht besteht die Besonderheit, dass nach § 31 BVerfGG den Urteilen des Bundesverfassungsgerichts eine Bindungswirkung für alle zukommt. Es ist gleichermaßen ein außerhalb des Instanzenzuges stehendes letztentscheidendes Gericht wie politiknahes Verfassungsorgan.

„[Die] Entscheidungen des Bundesverfassungsgerichts [haben] gemäß § 31 Abs. 1 BVerfGG eine über den Einzelfall hinausgehende Bindungswirkung insofern, als die sich aus dem Tenor und den tragenden Gründen der Entscheidung ergebenden Grundsätze für die Auslegung der Verfassung von den Gerichten in allen künftigen Fällen beachtet werden müssen.“

Die Diskussion um die Rolle des Bundesverfassungsgerichts als Organ mit der doppelten Autorität zur Rechtserzeugung und zur Schaffung präjudizialer normativer Wirkung wird in zwei Dimensionen geführt. Allgemein wird davon ausgegangen, dass das Gericht als Sonderfall im Rahmen der rechtsprechenden Gewalt zu qualifizieren sei, weshalb im Umkehrschluss gefolgert werden müsse, dass Präjudizien im Übrigen keine Verbindlichkeit erzeugen könnten. In diesem Zusammenhang genüge ein Hinweis auf § 31 Abs. 1 BVerfGG. Andererseits wird in spezifisch verfassungsrechtlicher Hinsicht die Frage der Bindungswirkung der Entscheidungen aufgeworfen und unterschiedlich beantwortet. Im Zentrum stehen dabei die Fragen sowohl zur inhaltlichen Reichweite verfassungsgerichtlicher Entscheidungen sowie die Verbindlichkeit der Rechtsausführungen des Gerichts zur Auslegung der Verfassung im Rahmen des § 31 Abs. 1 BVerfGG.

## Rechtslage ansonsten in Kontinentaleuropa
Präjudizien sind auch in den meisten übrigen kontinentaleuropäischen Rechtsordnungen grundsätzlich nicht verbindlich, da auch sie zumeist durch Gesetzeskodifikationen geprägt sind. Von Rechtsordnung zu Rechtsordnung bestehen jedoch Unterschiede. Eine Besonderheit des spanischen Rechts z. B. ist die Vorstellung vom Doppelpräjudiz („Jurisprudencia“).

## Rechtslage im anglo-amerikanischen Rechtsraum
Völlig anders ist die Bedeutung der Präjudizien im anglo-amerikanischen Rechtskreis. Das dortige Recht (so genanntes case law) geht grundsätzlich von einer Bindung der Gerichte an Präjudizien (so genannte leading cases) aus. Weite Rechtsgebiete sind dort kaum durch Gesetze, sondern durch teilweise hunderte von Jahren zurückreichende Präzedenzfälle geregelt.

## Der Ausdruck „ohne Präjudiz“
Der Ausdruck „ohne Präjudiz“ bedeutet, dass ein strittiger Anspruch zwar teilweise oder sogar vollständig erfüllt wird, damit aber nicht die Anerkennung dieses Anspruches im Sinne eines Schuldeingeständnisses zu verstehen ist. Diese Formulierung wird häufig in Vergleichen verwendet. „Ohne Präjudiz“ erfolgt z. B. eine Versicherungsleistung in Kulanz, um zu betonen, dass zukünftige ähnliche Ereignisse unabhängig von diesem Fall betrachtet werden müssen.

## Methodik
Der Verweis auf ein Präjudiz ist eine juristische Argumentationstechnik, bei der die Untermauerung der These durch Verweis auf eine übereinstimmende höherrangige Meinung erfolgt (argumentum ad autoritatem).